# Барон Метьюэн

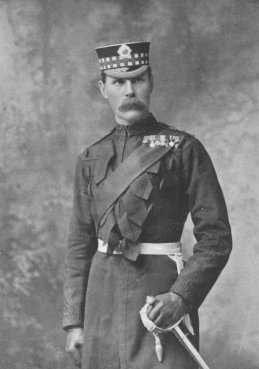
Фельдмаршал Пол Сэнфорд Метьюэн, 3-й барон Метьюэн

Барон Метьюэн из Коршема в графстве Уилтшир — наследственный титул в системе Пэрства Соединенного Королевства. Он был создан 13 июля 1838 года для британского политика-вига Пола Метьюэна (1779—1849). Он был депутатом Палаты общин от Уилтшира (1812—1819) и Северного Уилтшира (1832—1837). Его внук, фельдмаршал Пол Сэнфорд Метьюэн, 3-й барон Метьюэн (1845—1912), был выдающимся военачальником. Он был губернатором Мальты (1915—1919) и констеблем Лондонского Тауэра (1920—1932). Его сын, Пол Эшфорд Метьюэн, 4-й барон Метьюэн (1886—1974), был профессиональным художником и королевским академиком. После его смерти титул перешел к его младшему брату, Энтони Полу Метьюэну, 5-му барону Метьюэну (1891—1975). Роберт Александр Холт Метьюэн, 7-й барон Метьюэн (1931—2014), который сменил своего старшего брата в 1994 году, был одним из девяноста наследственных пэров, избранных в палату лордов после принятия Акта Палаты лордов 1999 года, где он заседал на скамейках либеральных демократов. По состоянию на 2014 год носителем титула являлся его двоюродный брат, Джеймс Пол Арчибальд Метьюэн-Кэмпбелл, 8-й барон (род. 1952), который унаследовал титул в этом году.
Дед первого барона, Пол Метьюэн (1723—1795), был двоюродным братом и наследником сэра Пола Метьюэна (ок. 1672—1757), известного политика, царедворца, дипломата и мецената, который был сыном Джона Метьюэна (ок. 1650—1706), лорда-канцлера Ирландии (1697—1703) и посла в Португалии. Последний известен подписанием в 1703 году торгового соглашения между Великобританией и Португалией, известного как договор Метуэна. Великобритания получила право на беспошлинный ввоз шерстяной продукции в Португалию, обмен на это Португалия получала право ввозить в Англию свои вина на льготных условиях.
Семейная резиденция — Коршем Корт в окрестностях Чиппенхэма в графстве Уилтшир.

## Бароны Метьюэн (1838)
- 1838—1849: Пол Метьюэн, 1-й барон Метьюэн (1779—1849), старший сын политика Пола Кобба Метьюэна (1752—1816)[1]
- 1849—1891: Фредерик Генри Пол Метьюэн, 2-й барон Метьюэн (23 февраля 1818 — 26 сентября 1891), старший сын предыдущего[2]
- 1891—1932: Фельдмаршал Пол Сэнфорд Метьюэн, 3-й барон Метьюэн (1 сентября 1845 — 30 октября 1932), старший сын предыдущего[3]
- 1932—1974: Пол Эшфорд Метьюэн, 4-й барон Метьюэн[англ.] (29 сентября 1886 — 7 января 1974), старший сын предыдущего[4]
- 1974—1975: Капитан Энтони Пол Метьюэн, 5-й барон Метьюэн (26 июня 1891 — 21 июня 1975), младший брат предыдущего[5]
- 1975—1994: Энтони Джон Метьюэн, 6-й барон Метьюэн (26 октября 1925 — 24 августа 1994), второй сын предыдущего[6]
- 1994—2014: Роберт Александр Холт Метьюэн, 7-й барон Метьюэн[англ.] (22 июля 1931 — 9 июля 2014), младший брат предыдущего[7]
- 2014 — настоящее время: Джеймс Пол Арчибальд Метьюэн-Кэмпбелл, 8-й барон Метьюэн (род. 25 октября 1952), единственный сын Кристофера Пола Мансела Кэмбелла Метьюэна-Кэмпбелла (1928—1998) от первого брака, внук достопочтенного Лоуренса Пола Метьюэна (1898—1970), правнук 3-го барона Метьюэна[8]
  - Наследник титула: Томас Райс Мансел Метьюэн-Кэмпбелл (род. 4 марта 1977), единственный сын Кристофера Пола Мансела Кэмбелла Метьюэна-Кэмпбелла (1928—1998) от второго брака, сводный брат предыдущего[9].